# 上纳瑙
上纳瑙，是匈牙利托尔瑙州所辖的一个村。总面积18.90平方公里，总人口606，人口密度32.1人/平方公里（2011年1月1日）。